# 世袭政治家
世袭政治家（英語：Hereditary politicians）是一个政治学和社会学概念，是指在亲属之间传承继续担任政治家或公职的一种政治现象。

## 历史
现代社会代议民主制即以公民选举出民意代表，如议员来行使政治权利。政治逐渐成为一种可以继承的技术，在日本尤其突出，政治家进入政坛后，会培养后辈也走上从政道路。

## 概论
在近代的民主政治中，政治家的产生不以血缘关系和家族传承为条件，而是经过选民的选举为主要形式的。但身为政治家的父母往往会具备各种优势地位，有利于其子孙后代取得在选举中的有利条件。这样的政治家族往往被比喻为“世袭政治”。历史上也曾出现过许多跨越三代甚至更多代的政治家豪门。另外，政治家一族也经常通过与资本家或贵族建立姻亲关系，强强联合，从而形成巨大的门阀。
世袭政治一方面成了政治家一家的“专营”事业，另一方面也客观上阻止了政治世家以外的优秀人才成为政治家，因此多受抨击诟病。但也有支持者认为是选民用选票实际支持了世袭政治家，是政治生态中的一种必然存在。日本及其他国家的某些政党会严格限制其内部党员通过世袭而垄断选区的行为
客观上讲，在政治家家庭中培养的儿童当然会更早地接触到政治生活，并且其父辈祖辈的知名度及人脉关系、本地名望及经济实力等往往都会成为下一代的有利条件。许多子女都会通过担任父母的秘书来熟悉政治圈的规则，并迈上成为政治家的道路。
在日本，曾有学者做过实证研究，对于世袭议员和非世袭议员在国会中接受询问时的表现进行统计分析，结果发现并没有明显的差别。
此外，在实行独裁政治和君主制国家，最高权力者往往都会通过世袭方式进行传承。

## 北美

### 美国
与其他发达国家一样，在美国的选举中，往往需要大量的政治资金，诞生了许多豪门的政治家族。例如羅斯福家族、肯尼迪家族、布什家族等。这些诞生了总统、国会议员、州长的豪门家族往往被人戏称为“XX王朝”，但家族本身却可能很忌讳这样的称呼。
美国历史上曾出现过两次父子总统。一次出自布什家族，另一对则是分别担任第二任总统和第六任总统的亚当斯父子。

### 加拿大
加拿大前总理皮埃尔·特鲁多之子贾斯汀·特鲁多也通过竞选成为加拿大总理。

## 南美

### 秘鲁
秘鲁总统藤森謙也的子女藤森惠子与藤森健二也都担任国会议员。惠子也曾参加总统竞选，但最终落败，未能实现秘鲁的首对父女总统。

## 亚洲

### 日本
二战前的日本根据当时的《大日本帝国宪法》，贵族院中就有世袭制议员（但仅有皇族及侯爵以上的议员才能直接进行世袭，伯爵以下爵位需要通过同等爵位内部的选举才当选）。二战后施行的日本国宪法取消了贵族院及世袭议员制，所有公职政治家均必须经过选举。
当今在媒体中被称为世袭议员的情况往往是指在国会议员中的第二代或第三代议员。这些世袭议员往往是继承了其父母或祖父母拥有强大影响力的地盘（后援会。所谓“三ban”：招牌、地盘、钱包等三个词在日语中都带有ban），在该选区当选议员。此外，出身于北海道的日本社会党众议员冈田春夫（第二代）与其父立宪民政党众议员冈田春夫（第一代）虽然政党不同，但其选区一致，因此也被视为世袭。另外，如果选区不同，没有直接从父祖辈获取地盘有利影响力的议员，就不能称为“世袭”。当然也有一种观点认为只要有亲属关系，就视为世袭关系。例如笹川良一（大阪府选区）离任40年后，其子笹川堯（群马县选区）在不同选区当选议员，但仍被视为“世袭政治家”。日本共产党对世袭议员的定义为“继承了三ban的国会或地方议员”，并宣称共产党议员里没有世袭的。此外，川田悦子（2000年至2003年期间为众议院东京都第21区选出议员）落选4年后，其子川田龙平（2007年至2013年期间为参议院东京都选区选出议员，从2013年起为参议院比例区选出议员），相比母亲，儿子在国民中的知名度更高。但考虑到悦子曾担任国会议员，两人的选区在地理上也有重合，且龙平担任过其母的秘书等因素，舆论中也认为两人是世袭政治家。
在世袭议员的实例中，往往其上一辈具有强大影响力的议员会在下一届选举几个月前宣布引退，并指名其子或孙为政治继承人。有时为了对其他对手发动突然袭击，也会有议员在选举开始前的几天时间才公开宣布继承人，但这种做法往往被人认为过于不公平。获得提名的后任者首先要取得政党支部的认可，然后在下一届选举中与对手竞选（往往该政党支部的负责人就是该议员。江藤隆美在推荐其子江藤拓时，县连曾表示“父亲担任支部长，怎么能推荐自己儿子为支部候选人？！”，但最终其子还是当选了）。前任议员在指名之前，多半会让自己的继任者担任自己的秘书，从而熟悉政治世界的游戏规则。另一方面，也有一些通过世袭当选的政治家以“自己并不适合做政治家”为由，宣布引退后终结了世袭（例: 久野统一郎、木村隆秀、赤城德彥、龟井善太郎）。
另外还有一种情况，前一代政治家在引退之前，让其子或兄弟姐妹在别的选区竞选，这种情况往往不是继任者的概念（例: 鸠山威一郎参议员与鸠山邦夫众议员、中曾根康弘众议员与中曾根弘文参议员、河野洋平众议员与河野太郎众议员、安倍晋三众议员与岸信夫众议员、羽田孜众议员与羽田雄一郎参议员）。有趣的是，政治家家族往往在子女出生时就期望其成年后参与政治，因此往往会避免使用让选民难认的复杂汉字，而往往选择简单易读的名字，或者会取一个让人一望便知父子关系的名字，甚至还有在参选时直接改用前一代政治家名字的例子（例: 冈田春夫・山村新治郎・中村喜四郎）。
还有一种情况是，自古以来统治某地的名门豪族的子孙在近现代的选举中如当选，也往往被视为世袭政治家。例如原久留米藩藩主有马伯爵家族的家主有马赖宁在继承爵位前，从久留米选区当选众议员；原肥前鹿岛藩藩主的鹿島锅岛家家主锅岛直绍当选 佐贺县知事（两者都不是公选政治家的子孙）。此外，长州藩藩士的岛根县令佐藤信宽的后代包括佐藤荣作、岸信介及安倍晋三等多位日本首相。
从政党区别来看，世袭政治家往往在长期称霸日本政坛的自由民主党中比较常见，而日本社会党、民社党中也有实例。（自民党在小泉纯一郎政权期间， 安倍晋三干事长曾建立了候选人公开招募制度，但只起到了补充性的作用。往往在决定候选人的时候，世袭者有公认的优势）。社会党中有河上丈太郎、松本治一郎、江田三郎、山花秀雄、横路節雄等世袭议员，而从社会党分裂出的民社党及社会民主联合等也有世袭政治家。此外，新自由俱乐部的大多数干部的父辈都是国会或地方议员。自民党以外的政党中也有世袭议员，包括鸠山由纪夫、小泽一郎、羽田孜等都是。但是公明党和日本共产党内几乎没有世袭政治家。
在同一选区内的世袭参选，往往会让政治家继承前辈的三ban，比其他没有基础的新候选人有着明显的优势。其次，在继承时，竞选资金管理团体的继承可以免征遗产税，这也为许多人诟病。
在同一选区内如果有多名强有力的候选人，那就会形成分裂选举。前辈政治家在指定继承人之前就去世的话，很有可能引发分裂选举。例如中川一郎去世时，就来不及指定后任，结果其子中川昭一与秘书铃木宗男都宣布参选。
在自民党输给民主党的第45屆日本眾議院議員總選舉中，当选的119名自民党议员中有50名世袭议员，这证明了世袭议员比非世袭议员在选举中表现更佳。这次选举中，自民党中世袭议员的比例也从上一届的32%增加到了42%。
日本社会也认为世袭政治存在弊端，因此曾有建议限制候选人在其亲属的选区参加竞选。但根据《日本国宪法》第14条“所有国民在法律下一律平等……不因出身而在政治经济或社会关系中遭受歧视”以及该法第44条“国会议员的资格不得因出身而有差别待遇”，不得因父祖辈的影响而限制议员的竞选地域。二战后，GHQ颁布了《公职解除令》，禁止列入“解除公职”名单的人员的三亲等之内的亲属及配偶在一定期限担任相应职务，但该禁令不限制相关人员参加公选。
此外，如果选民误在选票中写了世袭议员上一代的名字，那么该票不得计入世袭继任者的得票数，而成为废票。1950年第2届参议院选举中就有过这样的实例（参照樱内义雄、小泷彬等条目）。

#### 对世袭政治的限制
2008年，民主党曾计划起草限制世袭议员的法案，但由于前述的宪法原则，最终放弃了对候选人资格的限制，只提出了禁止资金管理团体世袭的议案。民主党在党内规定中也确定了不得由亲属继承资金管理团体及选区的原则。民主党将“受限制的世袭政治”定义为符合以下全部情形者：
1. 现任议员的配偶及三亲等以内的亲属。
2. 与现任议员的引退转职同时开始竞选者。
3. 在同一选区开始竞选者。

如符合上述三个情形，民主党不会认可其候选人资格。该规定仅在第45届众议员总选举起适用，不溯及既往。在第46届众议员大选中，原首相羽田孜宣布引退，其子羽田雄一郎曾表示要竞选，但由于上述党内规定的限制，最后放弃。
另外，第45届众议员选举中，从福岛县第一选区当选的石原洋三郎的儿子石原健太郎在福岛1区担任议员直至2003年，父子的议员任期有6年间隔期。民主党认为，一亲等的亲属即使在同一选区参选，只要间隔6年，就不属于世袭议员。此外在2003年、2005年的众议员大选中，石原洋三郎长子（石原健太郎之兄）信市郎也曾两次参选（两次均落选），事实上民主党在2000年、2003年、2005年和2009年四届众议员选举中都支持了福岛的石原家族参选。另外石井登志郎（兵库7区当选议员）与其父石井一（2005年为止，担任众议院兵库1区选出议员、2007年当选参议院议员）的选区未重合，但同在一县内，且同为众议院选举，仅间隔4年，仍被视为世袭。菅川洋（广岛1区候选人・复活当选）与其父菅川健二（2001年为止，担任参议院广岛县选区选出议员）虽然参选议会不同，但选区重合，因此即使间隔8年也被视为世袭。高桥英行（爱媛4区选出议员）与祖父高桥英吉（1969年为止，担任众议院旧爱媛3区选出议员）间隔40年空白期，但仍为世袭。
自民党也从这届大选开始尝试对世袭议员的现象有所改革，但在得出结论之前，臼井正一（其父为臼井日出男）以及神奈川县的小泉进次郎（小泉纯一郎之子）等两人已经获得了党内的提名，因此对世袭限制的实施期限只能进行延迟。该届选举之后，自民党公布了方针，决定从下届选举开始限制世袭（限制条件及不遡及既往这两点与民主党相同）。此后，青森县的津島淳（津島雄二之子）候选人就未获得自民党本部的认可。2009年众议员大选之后，自民党新一代执行部表示“既要尊重世袭限制的方针，也要广招人才”，将限制世袭议员这一问题又推翻了。2010年参院选举中，在党的公约中写明“对于世袭的候选人不做无原则的认可或推荐。”。对于引退的若林正俊的长子若林健太以及因病突然退出选举的青木幹雄的儿子青木一彦，都给予了认可，最终两人也都成功当选议员。2011年1月，自民党修改众议院选举方针，对于经过了各地公开招募程序的世袭候选人给予了附条件的认可。
第46屆日本眾議院議員總選舉中，多名知名政治家宣布引退并推出了后任的世袭候选人，其中包括群马县福田康夫长子福田达夫、广岛4区中川秀直的次子中川俊直、北海道12区武部勤长子武部新、奈良4区田野濑良太郎次子田野濑太道、香川3区大野功统长子大野敬太郎），这些世袭议员都遭到了媒体的批评。上述选区除了群马之外，其他选区都有多名报名参选人员，但最终广岛县、北海道和香川县的党部都决定推举世袭候选人。当时总部执行部要求施行党员全体投票，但上述各地的党部都予以反对。最终除奈良县施行了党员投票外，其他几个地区都直接决定推举世袭候选人。而奈良的田野濑也以巨大优势当选。自民党执行部表示“公开招募的新人候选人约有100人，而世袭只有不到10%”，但仍有党内外许多反对声音批评对世袭候选人的优待，认为自民党的陈腐体制仍然没有改变。

### 中国
中国历史上曾出现过多个世袭政治家，多数是以家族或帝制的形式出现。一部分世袭政治家如曹操、曹丕父子后期都会选择以称王称帝的形式巩固国内的统治；另一部分有像刘统勋、刘墉父子以大臣的身份治理国家。非稱帝形式的世襲政治在東漢到唐朝中期盛行，在魏晋南北朝時更加達到高峰，稱為「門閥制度」，如琅琊王氏、陳郡謝氏等。

#### 中华人民共和国
中華人民共和國成立後，在中國大陸，一般特指中国共产党高层官员的子女以及亲属，1970年代一般指林彪儿子林立果及其同党。改革开放以后，该词指高层领导干部的获得政治、商业利益的子女亲戚，特別是指自中华人民共和国建立至1980年代期间之中共元老的子女辈，如
- 现任中共中央总书记、国家主席、中央军委主席习近平（习仲勋之子）
- 原任中共中央政治局委员、中共重庆市委书记薄熙来（薄一波之子）
- 原任中共中央政治局委员、中国社科院院长李铁映（李维汉之子）
- 原任中共中央政治局常委、全国政协主席俞正声（俞启威之子）
- 原任中共中央政治局常委、中纪委书记、国家副主席王岐山（姚依林之女婿）
- 原任中共中央政治局常委、中共中央书记处书记、国家副主席曾庆红（曾山之子）[19]
- 原任全国政协副主席叶选平（叶剑英之子）
- 原任全国政协副主席邓朴方（邓小平之子）
- 原任全国政协副主席陈元（陈云之子）
- 原任交通运输部部长李小鹏（李鹏之子）
- 现任民政部副部长胡海峰（胡锦涛之子）
- 原任全国人大常委会副委员长布赫（乌兰夫之子）
- 原任中信集团董事长王军（王震之子）[20]。
- 原任中国卫星通信集团董事长温云松（温家宝之子）

### 泰国
泰国前总理他信·西那瓦与妹妹英拉·西那瓦、妹夫颂猜·旺沙瓦、女儿贝东丹·西那瓦均担任了总理一职，2024年起贝东丹·西那瓦成为泰国总理，至今西那瓦家族共有四位家庭成员担任泰国总理，并影响政商两界。

### 印度
印度首任总理贾瓦哈拉尔·尼赫鲁之女英迪拉·甘地及孙子拉吉夫·甘地均担任了总理一职，而来自意大利的拉吉夫之妻索尼娅·甘地也担任了印度国大党党首。英迪拉的次子桑贾伊·甘地也是政治家，其妻梅娜卡·甘地也担任印度环境部长。贾瓦哈拉尔的父亲也是国大党内的知名政治人物，拉吉夫的儿子拉夫路以及桑贾伊的儿子巴伦也都是印度下议院议员（但是两人分属印度国大党和印度人民党）。这一辉煌的政治家族也被称为“尼赫鲁-甘地王朝”。

### 巴基斯坦
阿里·布托曾任巴基斯坦總統和總理，後來其女兒貝娜齊爾、女婿扎爾達里則分別成為總理和總統，外孫比拉瓦爾·布托·扎爾達里則是巴基斯坦人民黨的主席。

### 菲律賓
菲律賓有著很深厚的世襲政治的傳統，部分甚至可以追溯到西班牙殖民時期，著名例子有許寰哥家族和马可斯家族。另外由於菲律賓很多公職都有任期限制，導致政治家族在任期屆滿後就在家族當中指派其他成員接替。

### 敘利亞
總統哈菲茲·阿薩德獨裁統治敘利亞30年，2000年哈菲茲辭世，其子巴沙爾·阿薩德繼任為總統。

### 中華民國
台灣政壇上出現了不少的政治世襲家族，勢力大者甚至可以成為地方派系。台灣世襲政治著名的例子有蔣中正家族，蔣中正、蔣經國都當過總統，第三代的章孝嚴和他的兒子蔣萬安就當過立委。
一些派系由於掌握了地方上的資源，此舉有利世襲政治的運行，例子有雲林張派、高雄余家班、台中黑派和台中紅派。

### 新加坡
開國總理李光耀的長子李顯龍在李光耀擔任總理期間加入人民行動黨並成為部長，於第二任總理吳作棟退休後接任總理，也被人批評為隔代世襲。新加坡前进党籍李光耀次子李显扬也于2023年表态有意参选该年度总统选举。惟李顯龍的兒子及李光耀其他後人並未加入政界。

## 欧洲

### 英国
英国上议院的议员中，贵族议员可以通过世袭保持议员的身份。其中大多数世袭贵族均为保守党党员，在1997年的大选中获得大胜的英国首相布莱尔上任以来，就对由英国世袭贵族占据的议会上院动起了“大手术”，除了留下92名世袭贵族议员外，其他所有上院贵族都被布莱尔一脚踢出了议会。在下议院中，议员选择参选选区时，往往不考虑其父祖辈的选区，而是以当选难度为标准。例如，温斯顿·丘吉尔与父亲伦道夫·丘吉尔同为下议院议员，但两人选区不同，温斯顿曾分别在5个选区参选。

### 罗马尼亚
罗马尼亚社会主义共和国时期，尼古拉·齐奥塞斯库也曾将其儿子尼库·齐奥塞斯库安排在重要政治职务上，但在实现世袭之前，东欧剧变，齐奥塞斯库夫妇也在革命中被处决。

### 阿塞拜疆
阿塞拜疆独立后，第一任总统蓋達爾·阿利耶夫也曾任命自己的妻子为第一副总统，之后其子伊利哈姆·阿利耶夫也任总统。

### 希腊
从一战前开始多次担任希腊总理的埃莱夫塞里奥斯·韦尼泽洛斯的次子索福克里斯也在二战后成为该国总理。其侄子也在希腊施行共和制后担任总理。另外，2011年卸任总理一职的乔治·帕潘德里欧的父亲安德烈亚斯·乔治·帕潘德里欧也在1980至90年代担任过首相。此外，他的祖父乔治奥斯·帕潘德里欧也是二战后多次上台的总理。帕潘德里欧的前任科斯塔斯·卡拉曼利斯也是康斯坦蒂诺斯·卡拉曼利斯的侄子。

### 法国
让-玛丽·勒庞之女玛丽娜·勒庞及其孙子（玛丽娜侄子）马里恩·勒庞均在2012年法國立法選舉中当选为议员。此外，勒庞父女也先后担任过法国極右翼党派國民聯盟的党首。

## 非洲

### 多哥
第3任總統納辛貝·埃亞德馬建立獨裁政權、統帥多哥軍隊。埃亞德馬於2005年去世後，其子福雷·納辛貝透過選舉，於軍方的指定下繼任總統。

### 加蓬
第2任总统奥马尔·邦戈任内，其子阿里·邦戈·翁丁巴担任外交部长及国防部长等职务。2009年，奥馬爾死后，阿里通过竞选，继任总统。

### 博兹瓦纳
第4任总统伊恩·卡马也是首任总统塞雷茨·卡马的儿子。卡马家族一直是博兹瓦纳国内的强大部落的首领。

### 肯亞
第4任總統烏胡魯·甘耶達為首任總統喬莫·甘耶達之子。

## 註释
1. ↑  共产党议员中也有亲戚均为政治家的例子。例如听涛弘（日语：聴濤弘）参议员的父亲是听涛克巳（日语：聴濤克巳）众议员（东京都选区）（两者任期间隔42年）。此外，米原昶（日语：米原昶）众议员的父亲米原章三（日语：米原章三）虽不是共产党员，但曾任贵族院议员。现任日共委员长志位和夫的父亲也曾担任船桥市议员。